# KRE-007
Le KRE-007 est un moteur-fusée à ergols liquides sud-coréen d'une poussée de 68,6 kN (environ 7 tonnes) qui propulse le troisième étage du lanceur spatial  Nuri (KSLV-II). Les essais au sol ont débuté en 2014 et il a effectué son premier vol en 2021. Le moteur est développé par la société sud-coréenne Hanwha Aerospace.

## Caractéristiques techniques
Le KRE-007 brûle un mélange de kérosène et d'oxygène liquide. Il est alimenté par une turbopompe actionnée par un générateur de gaz et son impulsion spécifique est de 325 secondes. Le rapport de section de la tuyère est de 94,5 (optimisé pour le vide). Il est utilisé durant 502 secondes par le troisième étage du lanceur spatial Nuri (KSLV-II). 